# レ点営業
レ点営業（れてんえいぎょう、レ点ビジネス、レ点商法とも）とは、主に携帯電話やスマートフォンの契約時に行われるオプションサービスの抱き合わせ契約の手法。サービスを一覧にした書類の欄にレ点を記入させて契約の同意を得ることからこう呼ばれる。スイッチング・コストの高い商材で多く見られる。

## 動機
携帯電話の販売店はオプションサービスの契約数に応じてキャリアから販売奨励金を受け取れるため、サービス契約を条件に割引を行うことが多い。また、サービスを一定期間無料とすることで契約の心理的コストを下げてサービス利用者を増やすことを目的としている場合もある。
ユーザーが無料期間内に解約すれば利用料は発生しないが、解約を忘れたり、面倒がって放置するユーザーも少なくないため、大きな収益が見込める。

## 問題点
レ点営業の問題点の一つは、契約者のうち、そのサービスを実際に使っているユーザー（アクティブユーザー）の割合が低いことである。例えば、dTVの前身であるdビデオでは10%台前半から20%台と推測されていた。